# ファグス工場
ファグス工場（ドイツ語: Fagus-Werk, ファグスこうじょう）ないしファグス靴型工場（ファグスくつがたこうじょう）は、ドイツのニーダーザクセン州アルフェルトにある製靴用の靴型工場で、初期モダニズム建築の重要な例証として2011年にUNESCOの世界遺産リストに登録された。この工場はオーナーのカール・ベンシャイト (Karl Benscheidt) が、自らの企業が過去から断絶することを表現するためにラディカルな建築物を望んで発注したもので、ヴァルター・グロピウスとアドルフ・マイヤーによって設計された。この工場は1911年から1913年にかけて建てられ、増築や内装は1925年に最終的な完成をみた。
世界遺産になっているが、現在でも靴型工場として稼動している。現在の社名はファグス＝グレコン・グレテン社 (Fagus-Grecon Greten GmbH & Co.KG) で、かつては木製の靴型のみだったが、現在ではプラスチック製の方が多く生産されている。

## 影響

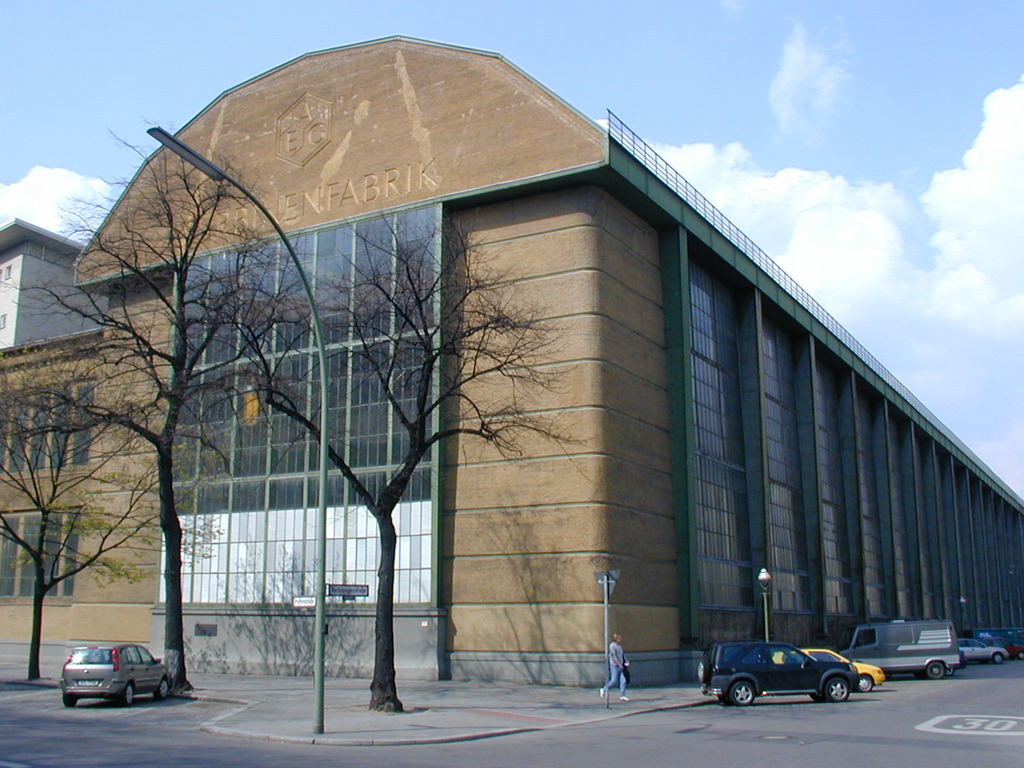
ペーター・ベーレンスのAEGタービン工場（1910年）

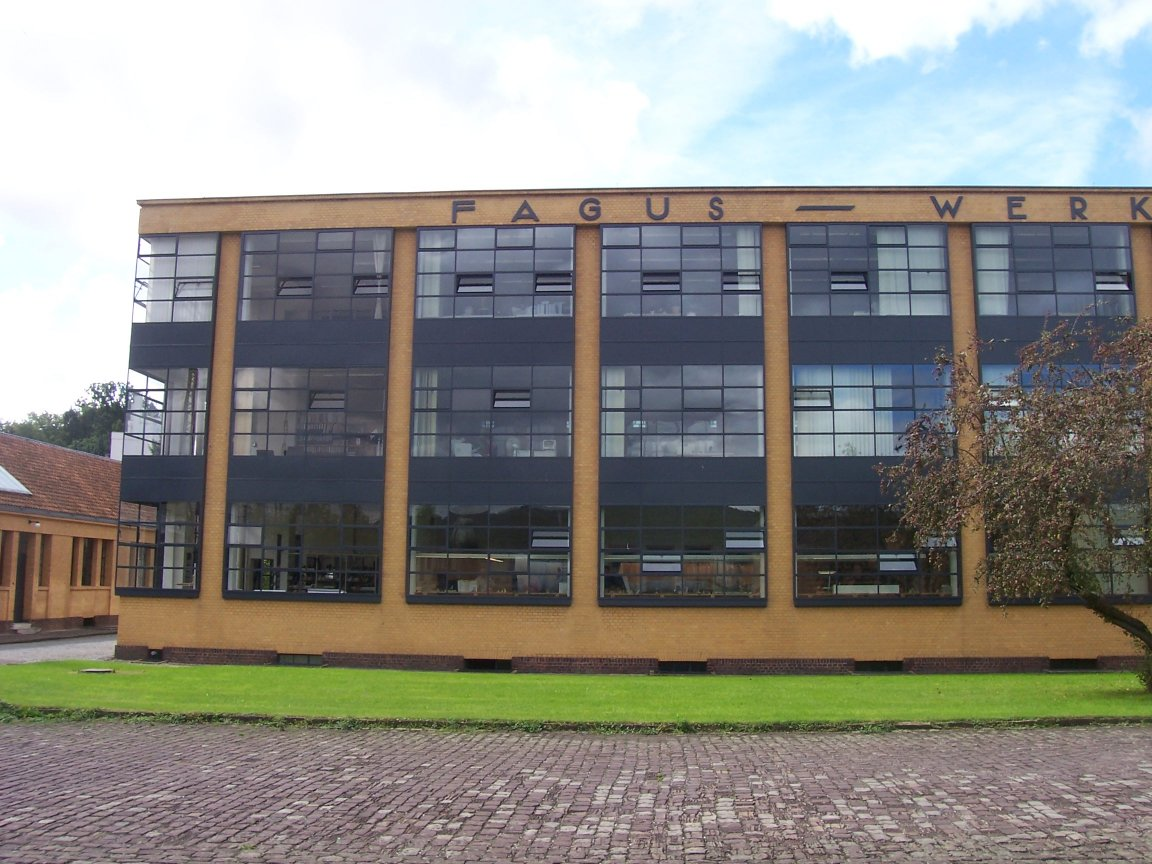
ファグス工場の側面

ファグス工場の設計に大きな影響を与えた建築物は、ペーター・ベーレンス設計のAEGタービン工場であった。クロピウスとマイヤーはそのプロジェクトでともに働いており、彼らの師に当たるベーレンスの作品に対する解釈と批評を、ファグスをもって示したのである。ファグスの本館はタービン工場の倒置と見なすことも可能である。どちらの工場も支柱のない角と、最上階までのピアの間に張られたガラスという点では共通するが、タービン工場は角を重厚な要素が覆っていて、内部を区切っている。ガラスのカーテンウォールもまた内部を区切っており、凸状に突き出たピアの間に嵌め込まれて内転びになっている。荷持ちは細くされ、建物は安定性と記念碑的建築の外形を備えている。
ファグスではまさに正反対の設計になっている。角は開放され、カーテンウォールが前面に出ている分、ピアはやや凹状に引っ込み、内転びになっている。グロピウス自身はこの転換をこう述べている。
「壁の役割は、雨や寒さや騒音を防ぐために架構の直立柱の間に張られた、単なるスクリーンとしてだけに限定される」
ファグスの設計をしていた時期に、グロピウスはドイツ工作連盟の出版物用に、アメリカの産業建築の写真を集めていた。それらのアメリカの工場設計は、グロピウスがファグスを設計するときのインスピレーションの源となった。

## 建設史

### ファグスのオーナー
カール・ベンシャイト (Karl Benscheidt, 1858年 –1947年) は、ファグス社の創立者である。彼は当初、自然療法を実践していたアーノルド・リクリのために働き、そこで、当時としてはまれなものであった整形外科的視点で作る靴型について学んだのである。
1887年にベンシャイトは、アルフェルトの靴型工場主のカール・ベーレンスに労務管理者として雇われ、その工場に勤務した。1896年にベーレンスが没すると、ベンシャイトは靴型生産ではドイツ屈指の存在へと成長しつつあったその企業の総支配人となった。しかし、ベーレンスの息子との不和を理由に、1910年10月にその職を辞した。

### 設計
辞職後、ベンシャイトはすぐさま自分の会社を設立すべく、資本と専門技術を持っていたアメリカの企業と組んだ。彼はベーレンス工場の真向かいの土地を購入し、以前ベーレンス工場の改修の折に知った建築家のエドゥアルト・ヴェルナー（Eduard Werner, 1847年 - 1923年）を雇い入れた。ヴェルナーは確かに工場設計の専門家ではあったが、ベンシャイトはその設計の外観には満足しなかった。ベンシャイトの考えでは、線路を隔ててベーレンスの工場と向き合っている北側は、恒久的な宣伝効果をもつ正面図を持つようにしたかったのである。彼は1911年1月にヴァルター・グロピウスに連絡し、ヴェルナーが設計したファサードの再設計を依頼した。グロピウスがこの依頼を受けたことで、これ以降、敷地に最後の建物が完成する1925年まで、ベンシャイトとグロピウスの協力関係は持続することとなる。

### 建設
建設期間中、グロピウスはその協力者であるマイヤーとともに、工場のスケジュールを維持するために、多大な重圧をかけられた。ヴェルナーの設計図を基にした建設開始は1911年5月のことで、これはその年の冬までには操業を開始したいと考えていたベンシャイトの意向によるものだった。その建物の大部分は完成し、グロピウスとマイヤーは1912年に本館の内装と、敷地内に建設予定の、より小さな建物群の設計をしていた。

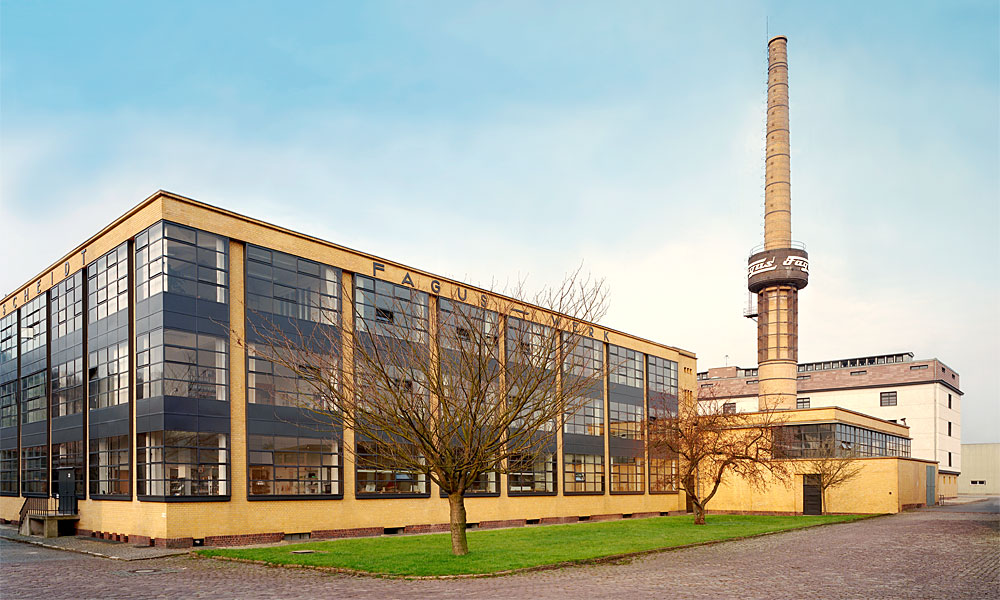
ファグス工場と煙突

グロピウスの設計の追加費用を支払うために、ベンシャイトとアメリカ人のパートナーたちは、当初設計されていた本館よりも小さな建物を建てることを決めていた。しかし、1912年の冬までに受注の多くをこなせないことが明らかになり、大増築が決定された。そのときの契約はグロピウス、マイヤーと直接交わされ、これをもって彼らだけがファグス工場の設計を手がける建築家となったのである。鉄道やベーレンスの工場に面している北側が建物の主たる正面図を形成しているが、街路に面した南側への増築は、そちらにも固有の正面図を作る好機となった。拡張工事は1913年に始まり、第一次世界大戦が終結した時期にある程度終わった。戦争が始まってからは動力室や煙突の設置などの小規模な工事だけにとどまったが、煙突は建造物群の中から伸び上がる特徴的な存在となった。
戦後、工事は継続され、雑役夫の詰め所や周囲を囲む壁などの、より小規模な建造物群が追加された。グロピウスらはその時期にバウハウスから来た同僚たちや生徒たちの協力を受け、本館の内装や家具を設計した。彼らはベンシャイトにファグスの広報キャンペーンのために様々なデザイナーを推薦することもした。1923年から1925年に、グロピウスらは更なる増築について設計したが、実現はしなかった。ベンシャイトがグロピウスに、増築に向けたすべての活動は資金調達面が解決するまで凍結すべきことを説明する旨を書き送ったのは1927年になってからだった。

## 建物
一般にファグスの建物といわれるのは本館である。本館は1911年にヴェルナーの設計を基にして建てられたが、ガラス張りのファサードはグロピウスとマイヤーによるもので、1913年には増築された。 時計のあるエントランスは1913年に増築された部分である。主としてオフィスを含む建物の内装は1920年代半ばに終わった。
敷地にある他の大きな建物は、生産棟と倉庫で、どちらも1911年に建てられ、1913年に増築された。生産棟は平屋の建物で1913年の増築後にきちんとしたファサードが備わったが、北の線路の位置からは建物自体がほとんど見えない。倉庫の方はいくつかの開口部を備えた4階建てで、そのデザインはヴェルナーによるオリジナルの設計にかなり忠実に従っているが、ファグス本館を主な被写体とする多くの写真には写っていない。
それらとは別に、敷地内にはグロピウスとマイヤーが設計した多くの小さな建物が残っているが、彼らは工場の建造物群全体のレイアウトに対しては、マイナー・チェンジを施したに過ぎない。建造物群全体は、ヴェルナーがその中での個々の建造物のために企図したレイアウトが採用されている。つまり、個々の建造物を超えたより大きな統一性はヴェルナーによって達成されているが、そこにもグロピウスとマイヤーの様式、材質、色彩に関する単純化の方針は貫かれている。

### デザイン

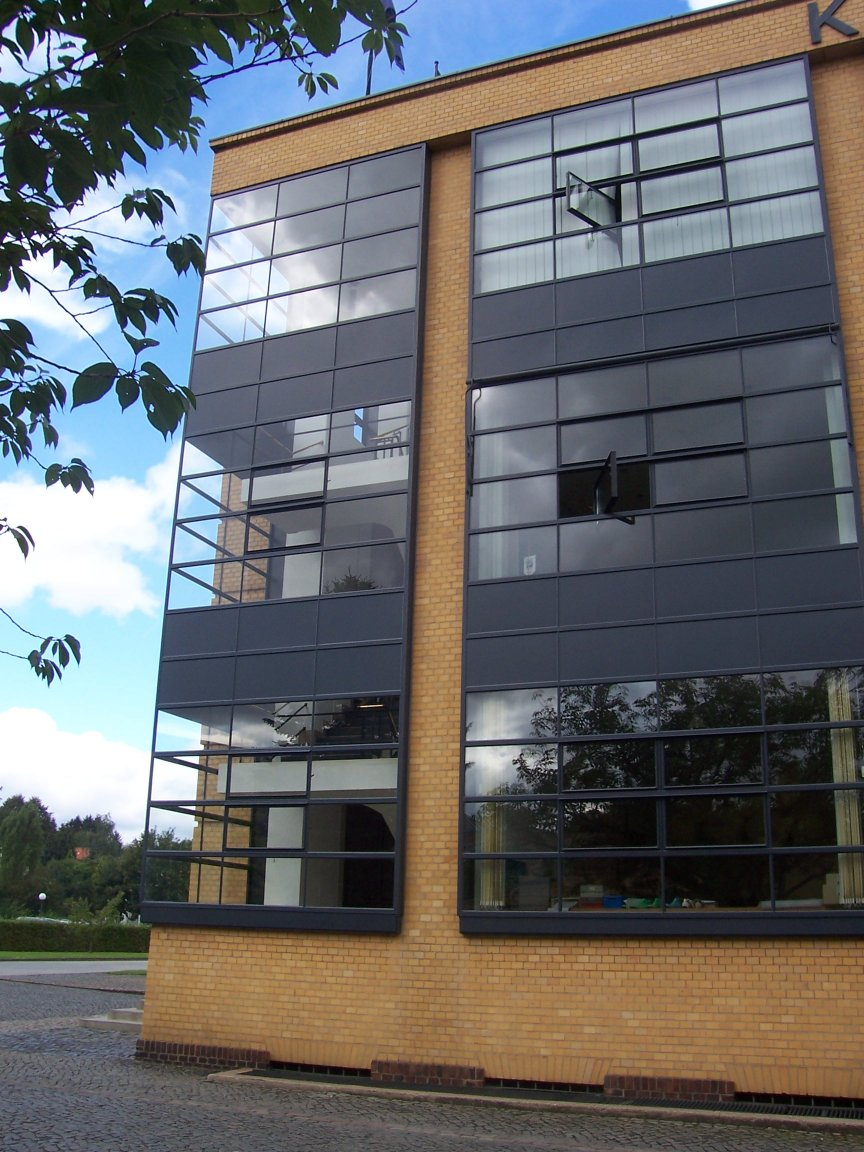
ファグス工場の支柱のない角

異なるシステムで建設されたとはいえ、敷地にある建物のすべては共通するイメージを与え、統一的な全体として立ち現れている。このことはすべての建物に共通するいくつかの要素が使用されていることで達成された。まず、1階から最上階までに金属枠のガラス窓を使用し、建物の角には支柱などの目に見える構造上の支えを作らなかったことが共通している。また、レンガの使用も統一的な要素である。どの建物も基礎には黒いレンガを使い、上部構造には黄色いレンガを使っている。内部には鉄筋コンクリートが使われていると信じられていたが、のちの修復工事でそれは使用されていなかったことが明らかになっている。
それと組み合わされた要素が、グロピウスが「エーテル化」と呼んだ明るさの感覚である。この感覚を高めるため、グロピウスとマイヤーは垂直方向よりも水平方向に大きな窓、角でのより長い窓、靴型作業場での背の高い窓のように、光を効果的に取り込んだ。光を取り込むことは工場内を明るくし、労働環境を改善した。このデザインには社会主義的要求が反映されているという指摘もある。
建物のデザインは鉄道の乗客たちから見られることが考慮されている。これは、ベンシャイトがその視点を建物のイメージを決める一因と考え、そちら側のファサードに重点を置いたからである。建築家たちが「道」に注意を払うべきことはすでに、グロピウスらが以前ともに仕事をしていたペーター・ベーレンスによって記されていたことでもある。近代的な輸送速度は建築が認識される「道」にも影響を及ぼしていた。

## 世界遺産
ファグス工場は第二次世界大戦中も無傷で済み、1946年には歴史的建造物の指定を受けた。これはドイツの産業施設が文化財として認められた例としては、早期の部類に属する。
世界遺産の暫定リストへの登録は1999年9月29日のことで、当初の名前は単なる「ファグス工場」(Fagus Works) だった。
2010年1月28日に正式に推薦され、同年9月15日から17日に世界遺産委員会の諮問機関である国際記念物遺跡会議(ICOMOS) の調査官が現地調査を行った。ICOMOSはその結果や、ドイツ当局から追加提出された資料を検討した上で翌年3月に勧告書を作成した。それは、世界遺産としての顕著な普遍的価値を認め、「登録」を勧告するものだった。
2012年の第36回世界遺産委員会では勧告通りに登録が認められた。ドイツではヴァイマルとデッサウのバウハウスとその関連遺産群（1996年登録）、エッセンのツォルフェアアイン炭鉱業遺産群（2001年登録）、ベルリンのモダニズム集合住宅群（2008年登録）に続くモダニズム建築の世界遺産である。また、産業遺産にも分類されている。

### 登録名
世界遺産としての正式登録名は、Fagus Factory in Alfeld（英語）、Usine Fagus à Alfeld（フランス語）である。その直訳は「アルフェルトのファグス工場」で、それを採用している文献が複数ある一方、「アルフェルトのファグス靴工場」、「アールフェルトのファグス靴工場」、「アールフェルトのファーグス靴工場」などと、「靴」という言葉を補っている世界遺産関連文献も複数ある。
もっとも、建築関連の文献には、この工場は一貫して製靴用の靴型を製造してきた工場であって、靴そのものを製造したことはない点を踏まえ、「ファグス靴工場」という呼称は不適切だとする指摘もある。

### 登録基準
ドイツ当局は基準 (1)、(2) に適合するとして推薦したが、ICOMOSは後者を妥当と認めつつ、前者はむしろ基準 (4) を適用すべきと指摘した。そのため、この世界遺産は世界遺産登録基準のうち、以下の条件を満たし、登録された（以下の基準は世界遺産センター公表の登録基準からの翻訳、引用である）。
- (2) ある期間を通じてまたはある文化圏において、建築、技術、記念碑的芸術、都市計画、景観デザインの発展に関し、人類の価値の重要な交流を示すもの。
  - この基準は、ファグス工場がバウハウス運動の始まりを告げる建造物であるとともに、その時代において欧州や北米の建築家たちが多面的な交流を持っていたことの例証であることなどを理由として適用された[14]。

- (4) 人類の歴史上重要な時代を例証する建築様式、建築物群、技術の集積または景観の優れた例。
  - この基準は、カーテンウォールを取り入れた斬新なデザインが、工場内を明るくするという労働環境の改善にも結びついた革新的な機能美を備えていることなどに対して適用された[14]。